# Коптюга
 Коптюга  — деревня в Удорском районе Республики Коми в составе сельского поселения Чупрово.

## География
Расположена на левом берегу реки Вашка на расстоянии примерно 145 км на северо-запад от районного центра села Кослан.

## История
Известна с 1608 как деревня Коптюга с 6 жилыми дворами. В 1646 здесь было 11 дворов, из них 7 пустых. К 1678 в Коптюге построили деревянную церковь Георгия Страстотерпца. В 1719 в погосте насчитывалось 14 дворов, в 1782 36 дворов и 207 жителей. В 1859 году проживало 163 человека в 24 дворах. С XIX века распространилось старообрядчество (секта филипповцев), куда входило две трети жителей деревни. В 1918 в Коптюге насчитывалось 82 двора и 369 жителей. В 1926 здесь было 88 дворов и 360 жителей. В 1970 здесь жили 314 человек, в 1979 — уже 132, в 1989 — 97, в 1995 — 84 жителя в 37 хозяйствах.

## Население
Постоянное население составляло 62 человека (коми 89 %) в 2002 году, 29 в 2010.